# السیو ساکارا
السیو ساکارا (انگلیسی: Alessio Sakara؛ زادهٔ ۲ سپتامبر ۱۹۸۱) ورزشکار هنرهای رزمی ترکیبی و بوکسور اهل ایتالیا است.